# Classe d'émission radio
 (avril 2021).
Si vous disposez d'ouvrages ou d'articles de référence ou si vous connaissez des sites web de qualité traitant du thème abordé ici, merci de compléter l'article en donnant les références utiles à sa vérifiabilité et en les liant à la section « Notes et références ».
L'Union internationale des télécommunications utilise un système reconnu internationalement pour identifier les différentes classes d'émission radio. Chaque type de signal radioélectrique est classé selon la largeur de sa bande passante, sa méthode de modulation, la nature de son signal modulant et le type d'information transmis. Ce système de désignation a été approuvé par la conférence WARC de 1979 qui a instauré le Règlement des radiocommunications entré en vigueur le 1er janvier 1982.
Une émission est désignée par un identifiant de forme « BBBB 123 45 », où :
BBBB représente la bande passante du signal,
1 est une lettre indiquant le type de modulation utilisé,
2 est un chiffre représentant le type de signal modulant,
3 est une lettre correspondant au type d'information transmise,
4 est une lettre indiquant les détails pratiques de l'information transmise,
5 est une lettre qui représente la méthode de multiplexage.
Les lettres en position 4 et 5 sont optionnelles et la plupart des classes d'émissions sont souvent représentées par un code 123 de trois caractères (exemples : A1A, J3E, F3E, etc.). Il existe des recouvrements possibles : certains signaux peuvent légitimement appartenir à plusieurs classes d'émission. Dans de tels cas, il existe souvent une désignation privilégiée par l'usage.

## Détails de l'identifiant

### Largeur de bande passante
La largeur de bande passante est représentée par trois chiffres et une lettre. La lettre remplace la virgule et indique l'unité de fréquence utilisée pour exprimer la bande passante. Ainsi, on trouve : H pour hertz, K pour kilohertz, M pour mégahertz et G pour gigahertz. Par exemple, 500H correspond à une largeur de 500 Hz et 2M50 signifie 2,5 MHz.

### Modulations
| N | Porteuse non modulée |
| A | Modulation d'amplitude à double bande latérale (exemple : radiodiffusion AM)                                                                        |
| B | Modulation d'amplitude à Bandes latérales indépendantes avec porteuse complète ou réduite ou supprimée (exemple : Modulation d'amplitude en stéréo) |
| H | Modulation d'amplitude à bande latérale unique avec porteuse pleine                                                                                 |
| R | Modulation d'amplitude à bande latérale unique avec porteuse réduite ou variable                                                                    |
| J | Modulation d'amplitude à bande latérale unique avec porteuse supprimée (exemple : utilitaires ondes courtes et radioamateurs)                       |
| B | Modulation d'amplitude avec bandes latérales indépendantes (chacune des deux bandes latérales transporte un signal différent)                       |
| C | Modulation d'amplitude avec porteuse résiduelle (exemple : NTSC)                                                                                    |
| F | Modulation de fréquence (exemple : radiodiffusion bande FM)                                                                                         |
| G | Modulation de phase |
| D | Combinaison de AM et FM ou PM |
| P | Séquences d'impulsions sans modulation |
| K | Modulation d'amplitude pulsée |
| L | Modulation large pulsée |
| M | Modulation de position pulsée |
| Q | Séquences d'impulsion, modulation de phase ou de fréquence dans chaque impulsion                                                                    |
| V | Combinaison de plusieurs méthodes de modulation par impulsions                                                                                      |
| W | Combinaison de méthodes citées ci-dessus |
| X | Autre que les types ci-dessus |

### Signal modulant
| 0 | Aucun signal modulant                                        |
| 1 | Signal unique, numérique, onde entretenue sans sous-porteuse |
| 2 | Signal unique, numérique, utilisant une sous-porteuse        |
| 3 | Signal unique, analogique                                    |
| 7 | Plusieurs signaux numériques                                 |
| 8 | Plusieurs signaux analogiques                                |
| 9 | Combinaison de signaux analogiques et numériques             |
| X | Autre que les types ci-dessus                                |

### Information transmise
| N | Aucune transmission d'information                                                           |
| A | Télégraphie pour réception auditive (exemple : code Morse)                                  |
| B | Télégraphie pour réception automatique (exemples : radiotélétype et modes numériques)       |
| C | Fac-similé                                                                                  |
| D | Transmission de données, télémesure (données de mesure), télécommande (contrôle à distance) |
| E | Radiotéléphonie (voix ou musique)                                                           |
| F | Vidéo (télévision)                                                                          |
| W | Combinaison des types précédents                                                            |
| X | Autre que les types ci-dessus                                                               |

### Multiplexage
| N | Pas de multiplexage                                  |
| C | Fractionnement du code (étalement de spectre exclu)  |
| E | Contacteur différentiel de multiplexage type II      |
| F | Multiplexage fréquentiel                             |
| T | Multiplexage temporel                                |
| W | Combinaison de multiplexages fréquentiel et temporel |
| X | Autre que les types ci-dessus                        |

## Exemples courants
- N0N : Porteuse continue non modulée - utilisée notamment en radionavigation.
- A1A : Modulation par découpage direct de la porteuse (ou télégraphie) - couramment utilisée par les radioamateurs, et encore, quoi que rarement aujourd'hui, pour les communications maritimes. Il s'agit souvent, mais pas nécessairement, de code Morse.
- A2A : Modulation par tonalité audio sur porteuse afin d'être facilement entendue sur un récepteur AM classique (souvent du code Morse).
- A3E : Radiotéléphonie AM (voix) - utilisée dans la bande aviation avec des canaux espacés de 8,333 kHz.
- F3E : Radiotéléphonie FM (voix) - utilisée dans la bande marine VHF et pour beaucoup de communications dans la bande VHF.
- J3E : Radiotéléphonie BLU - utilisée en HF pour les communications maritimes, aéronautiques ou radioamateurs.
- A3E ou A3EG : Radiodiffusion AM normale - utilisée en grandes ondes et MF.
- H3E : Radiotéléphonie AM (voix) en bande latérale unique avec porteuse pleine - utilisée sur 2 182 kHz, dans la bande aviation avec un espacement entre les canaux de 8,33 kHz et en Radiodiffusion.
- F1B : Télégraphie FSK comme le RTTY.
- F2D : Transmission de données par modulation de fréquence d'une porteuse avec une sous-porteuse FSK audio. Souvent appelée AFSK/FM et utilisée en packet radio / APRS.
- F8E ou F8EH : Diffusion FM stéréo normale.
- G1B : PSK31 (BPSK31).
- C3F ou C3FN : Signaux vidéo de télédiffusion.